# Marco Antonino Clini
Marco Antonino Clini (Milano, 21 aprile 1965) è un attore, doppiatore, annunciatore televisivo e cantante italiano.
Ha prestato la propria voce a numerosi programmi televisivi, produzioni cinematografiche e campagne pubblicitarie.

## Biografia
Clini è nato a Milano dove ha conseguito la maturità classica prima di intraprendere un percorso di formazione in ambito artistico. Si è avvicinato alla recitazione attraverso esperienze presso Canale 5, sotto la guida di Piero Mazzarella e successivamente presso il Centro Teatro Attivo (CTA) di Milano dove ha studiato con attori e registi quali Narcisa Bonati, Nicoletta Ramorino e Gianni Mantesi. Ha inoltre frequentato corsi di perfezionamento con Lina Volonghi e Carlo Cataneo. Parallelamente ha studiato canto con Emiliana Perina e si è formato nel doppiaggio con professionisti del settore, tra cui Sandro Acerbo, Pino Locchi e Carlo Cataneo. 
Nel corso degli anni ha preso parte a molte trasmissioni radiofoniche e televisive, tra cui Parole nuove su Rai Radio 2 dove ha fatto da voce a letture di testi e componimenti poetici. Ha inoltre collaborato alla realizzazione della sigla della trasmissione "Il Girasole" (1987).
In ambito teatrale ha collaborato con il Centro Teatro Attivo (CTA) di Milano, prendendo parte a spettacoli diretti da Narcisa Bonati, tra cui Gli Atridi, Mille lire al mese e Il diario di Eva di Dario Fo, rappresentati presso il Teatro delle Erbe.
Attivo nel settore del doppiaggio dal 1989, ha collaborato con studi come Merak Film, la Deneb Film Società di doppiaggio e Produzioni Cinetelevisive (Cip Barcellini)  e la CDC Sefit Group, lavorando su telenovelas, film per la televisione e programmi d’intrattenimento, tra cui il reality show La fattoria, Buon Pomeriggio, Chi l'ha visto? e Musica Maestro con Alberto Castagna e Melba Ruffo.
Come voce narrante ha prestato la propria voce a numerosi programmi televisivi tra gli anni 90 e 2000, tra cui Mi manda Lubrano, Target, La macchina del tempo e Duel Cinema Contro Cinema.
Nel campo della pubblicità ha lavorato come speaker per campagne nazionali, collaborando con molti marchi di rilievo come Yogurt Müller, Vicks MediNait,Rotoloni Regina , Sottilette Kraft , McDonald's Fritto Mare, Olidata Personal Computer, "Dov'è La Strada Per Le Stelle" e "Lucio Dalla in edicola". È stato inoltre il volto e la voce della campagna abbonamenti 1989/1990 del quotidiano svizzero Gazzetta Ticinese.

### Musica
Ha coltivato anche l’attività musicale ottenendo riconoscimenti in concorsi come Musica in città, dove si è classificato al terzo posto nel 1983 e primo nel 1984.
Ha partecipato a programmi musicali, tra cui Popcorn su Canale 5.

### Campagne sociali
Nel maggio del 2016 ha prestato gratuitamente la voce allo spot radiofonico e televisivo della campagna di sensibilizzazione Mio piccolo principe, promossa dalla Fondazione Renato Piatti Onlus per la giornata mondiale della consapevolezza sull'autismo. L’iniziativa è stata ripresa anche dalla rivista Vita, che ha evidenziato l’impegno dell’attore nella promozione del progetto.
Nel dicembre del 2020, durante la diffusione del COVID-19, ha prestato gratuitamente la voce per "Alimentiamo la speranza", Mediafriends e Fondazione Banco Alimentare Onlus insieme per sostenere il recupero e la distribuzione di cibo.
Nel aprile del 2022 e 2023 ha prestato la voce a "Giornata Mondiale Della Terra" e a "Mediaset Ha A Cuore Il Futuro".
Nel dicembre del 2023 ha prestato la voce allo spot televisivo e radiofonico "Giornata Internazionale Delle Persone Con Disabilità" - "Mediaset Ha A Cuore Il Futuro". 
Nel maggio del 2024 ha prestato la voce allo spot televisivo e radiofonico "Turismo Sostenibile In Italia" - "Mediaset Ha A Cuore Il Futuro".